# لستب (عجلون)
لستب منطقة سكنية تقع في لواء قصبة عجلون، محافظة عجلون في الأردن. تنتمي المنطقة لقضاء عجلون الذي يضم 28 منطقة. يقدر عدد سكانها بـ 7 نسمة حسب إحصاء 2015.

## مشاهير
- إبراهيم بن محمد العجلوني

## الوصلات الخارجية
- دائرة الاحصاءات العامة